# Lomy (okres Třebíč)
Obec Lomy se nachází v okrese Třebíč v Kraji Vysočina. Žije zde 134 obyvatel.
Lomy leží 5 km severovýchodně od Jemnice, prochází jimi silnice z Budče do Budkova a z Chotěbudic do Radkovic u Budče.
Sousedními obcemi sídla jsou Budíškovice, Budeč, Knínice, Štěpkov, Jemnice, Radkovice u Budče, Chotěbudice a Budkov.

## Geografie
Ze západu na východ vede přes území obce silnice z Borové do Budkova, ze severu k jihu pak z Radkovic u Budče do Chotěbudic. Západně ze zastavěného území obce vede užitková silnice k Lomskému mlýnu, jižně pak vede silnice do lesů a ke Lhoticím a k silnici II/152. Z východu k jihu pak vede cyklostezka Jihlava–Třebíč–Raabs. Ze severu k jihu pak vede zelená turistická stezka. 
Západní část území obce je zemědělsky využívána, východní menší část je zalesněna, je součástí velké lesní plochy, která navazuje na lesy v Jemnici. Menší les se nachází i na severním okraji území obce, severně od zastavěného území obce se nachází zalesněný svah nad nepojmenovaným potokem. Západní hranice území obce je tvořena zalesněným svahem nad řekou Želetavkou. Na východním okraji zastavěného území obce se nachází průmyslový areál.
Severovýchodně od zastavěného území obce pramení nepojmenovaný potok, který pak teče západně přes rybník Rakovec a na východním okraji území ústí do Želetavky, na východním okraji zastavěného území obce pramení v Horním rybníku nepojmenovaný potok, ten pak protéká přes Prostřední a Dolní rybník, potok pak teče dál západně a také ústí do Želetavky. Severozápadní hranice území je tvořena nepojmenovaným potokem, který teče údolím k Lomskému mlýnu a následně ústí do Želetavky. Západní část hranice je tvořena údolím řeky Želetavky resp. jejím náhonem, Želetavka tvoří i velkou část severní hranice území obce. Želetavka pak teče dál na jih a po několika kilometrech ústí do Vranovské přehrady. Na severovýchodním okraji území obce pramení řeka Bihanka, která pak teče dál na východ a na jihovýchodním okraji území obce pak pramení potok Kobera. 
Území obce se nachází v 450–600 metrech nad mořem, svažuje se postupně z východu, kde dosahuje cca 600 metrů nad mořem, na východním okraji obce se nachází nepojmenovaný vrchol s kótou 602 metrů, severně od zastavěného území obce se nachází kopec Horka (579 m), ještě více severně se nachází nepojmenovaný kopec s kótou 577 metrů. Želetavka pak teče údolím v cca 450 metrech nad mořem. Jižně od okraje území obce se nachází Inženýrský kopec (602 m) a kopce Schořina (526 m) a Holubice (595 m).
Zastavěné území obce se nachází téměř uprostřed území obce, těsně za jižní hranicí území obce se nachází myslivna Záděra, těsně za jihozápadní hranicí obce se nachází Chotěbudický mlýn, na západním okraji území se nachází Lomský mlýn a těsně za severním okrajem území se nachází u Želetavky Suchý mlýn.
V zastavěném území obce se nachází památný strom Lípa u školy.

## Historie
První písemná zmínka o obci pochází z roku 1373, kdy je Jindřich z Hradce prodal Mikulášovi z Jemnice, v roce 1406 pak byly prodány Jakoubkovi z Oponešic a v roce 1511 byly prodány spolu s tvrzí a Oponešicemi Bohoušovi z Čechtína, v letech 1547 až 1551 patřily Adamovi Hrubčickému z Čechtína, následně pak jeho manželka se spolčila se Zikmundem z Roupova a Lomy se tak staly součástí budkovského panství.
V roce 1666 se majiteli budkovského panství a tamního zámku stali Bechtoldové. Těm vesnice patřila až do roku 1776, kdy pak dědictvím získal Budkov Leopold Krakovský hrabě Kolovrat, později pak část panství patřila také Karlovi z Lichtenštejna. Následně pak statek podědil Kristián Salm-Reifferscheidt, který byl majitelem až do roku 1945, kdy o statek přišel konfiskací.
V roce 1872 byla v Lomech založena obecná škola, ta byla zrušena v roce 1977. Roku 1887 vznikla v obci pobočka Národní jednoty pro jihozápadní Moravu a roku 1894 byl v obci založen sbor dobrovolných hasičů. V roce 1920 byl postaven pomník padlým občanům v první světové válce. V roce 1931 byla vesnice elektrifikována. Roku 1957 byl ve vsi postaven kulturní dům a také bylo v Lomech založeno JZD, to se pak sloučilo s JZD Radkovice a následně s JZD Jemnice, které bylo roku 1991 privatizován na Zemědělské družstvo Jemnice.
Do roku 1849 patřily Lomy do budkovského panství, od roku 1850 patřily do okresu Dačice, pak od roku 1896 do okresu Moravské Budějovice, pak od roku 1949 do okresu Dačice a od roku 1960 do okresu Třebíč. Mezi lety 1980 a 1991 patřily Lomy pod Jemnici, následně se obec osamostatnila.
| Rok            | 1869 | 1880 | 1890 | 1900 | 1910 | 1921 | 1930 | 1950 | 1961 | 1970 | 1980 | 1991 | 2001 |
| Počet obyvatel | 292  | 308  | 299  | 331  | 301  | 296  | 305  | 220  | 219  | 212  | 177  | 147  | 153  |

## Politika
Od roku 2018 je starostou Martin Daňhel, do té doby tuto funkci zastával od roku 2006 Miroslav Kopeček.

### Volby do Poslanecké sněmovny
|       | 2006               | 2010               | 2013               | 2017               | 2021               |
| ----- | ------------------ | ------------------ | ------------------ | ------------------ | ------------------ |
| 1.    | ČSSD (33,33 %)     | KSČM (20,89 %)     | KSČM (25,33 %)     | KDU-ČSL (21,05 %)  | SPOLU (33,33 %)    |
| 2.    | ODS (27,58 %)      | ČSSD (17,91 %)     | ČSSD (21,33 %)     | ANO (18,42 %)      | ANO (17,46 %)      |
| 3.    | KSČM (17,24 %)     | KDU-ČSL (16,41 %)  | KDU-ČSL (17,33 %)  | SPD (15,78 %)      | ČSSD (14,28 %)     |
| účast | 75,65 % (87 z 115) | 62,62 % (67 z 107) | 68,18 % (75 z 110) | 71,70 % (76 z 106) | 62,38 % (63 z 101) |

### Volby do krajského zastupitelstva
|      | 1.                 | 2.                       | 3.                | účast              |
| ---- | ------------------ | ------------------------ | ----------------- | ------------------ |
| 2000 | 4KOALICE (47,05 %) | SV (21,56 %)             | KSČM (17,64 %)    | 42,97 % (52 z 121) |
| 2004 | KSČM (35,55 %)     | KDU-ČSL (22,22 %)        | ODS (20 %)        | 38,66 % (46 z 119) |
| 2008 | ČSSD (44 %)        | KSČM (24 %)              | KDU-ČSL (20 %)    | 45,05 % (50 z 111) |
| 2012 | ČSSD (25,49 %)     | KSČM (17,64 %)           | KDU-ČSL (13,72 %) | 48,15 % (52 z 108) |
| 2016 | KDU-ČSL (29,62 %)  | ČSSD (14,81 %)           | KSČM (14,81 %)    | 50,94 % (54 z 106) |
| 2020 | ANO (21,42 %)      | ČSSD (19,04 %)           | KDU-ČSL (16,66 %) | 42,72 % (44 z 103) |
| 2024 | ANO (46,87 %)      | ODS+TOP 09+STO (15,62 %) | KDU-ČSL (15,62 %) | 33,33 % (33 z 99)  |

### Prezidentské volby
V prvním kole prezidentských voleb v roce 2013 první místo obsadil Miloš Zeman (24 hlasů), druhé místo obsadil Jan Fischer (22 hlasů) a třetí místo obsadil Jiří Dienstbier (8 hlasů). Volební účast byla 72,64 %, tj. 77 ze 106 oprávněných voličů. V druhém kole prezidentských voleb v roce 2013 první místo obsadil Miloš Zeman (48 hlasů) a druhé místo obsadil Karel Schwarzenberg (15 hlasů). Volební účast byla 58,88 %, tj. 63 ze 107 oprávněných voličů.
V prvním kole prezidentských voleb v roce 2018 první místo obsadil Miloš Zeman (36 hlasů), druhé místo obsadil Jiří Drahoš (16 hlasů) a třetí místo obsadil Marek Hilšer (10 hlasů). Volební účast byla 73,83 %, tj. 79 ze 107 oprávněných voličů. V druhém kole prezidentských voleb v roce 2018 první místo obsadil Miloš Zeman (51 hlasů) a druhé místo obsadil Jiří Drahoš (29 hlasů). Volební účast byla 76,92 %, tj. 80 ze 104 oprávněných voličů.
V prvním kole prezidentských voleb v roce 2023 první místo obsadil Andrej Babiš (21 hlasů), druhé místo obsadil Pavel Fischer (15 hlasů) a třetí místo obsadila Danuše Nerudová (14 hlasů). Volební účast byla 63,00 %, tj. 63 ze 100 oprávněných voličů. V druhém kole prezidentských voleb v roce 2023 první místo obsadil Andrej Babiš (35 hlasů) a druhé místo obsadil Petr Pavel (29 hlasů). Volební účast byla 65,66 %, tj. 65 ze 99 oprávněných voličů.

## Pamětihodnosti
- Kaple svatých Jana a Pavla – z roku 1806[4]
- Pomník padlým v první světové válce z roku 1920[4]
- Pomník padlým odbojářům z roku 1946[4]